# География на Йордания
Йордания е държава в Западна Азия, в Близкия Изток, на източния бряг на Мъртво море. На запад граничи с Израел (дължина на границата 531 km), на север със Сирия 356 km, на североизток с Ирак 147 km и на югоизток и юг със Саудитска Арабия 780 km. Обща дължина на сухоземните граници 1814 km. На запад се мие от водите на Мъртво море (дължина на бреговата линия 118 km), а на югозапад има 25 km брегова ивица със залива Акаба на Червено море. Обща дължина на бреговата линия 143 km. В тези си граници Йордания заема площ от 89 342 km². От североизток на югозапад се простира на 560 km, а от север на юг от 90 до 390 km. Преди към територията на Йордания са били присъединени 5900 km² от Палестина, които през 1967 г. са окупирани от Израел. Население на 1.1.2020 г. 10 858 000 души. Столица град Аман.
Територията на Йордания се простира между 29°11′ и 33°22′ с.ш. и между 34°58′ и 39°18′и.д. Крайните точки на страната са следните:
- крайна северна точка – (33°22′22″ с. ш. 38°47′35″ и. д. / 33.372778° с. ш. 38.793056° и. д.), на границата със Сирия и Ирак.
- крайна южна точка – (29°11′00″ с. ш. 36°04′22″ и. д. / 29.183333° с. ш. 36.072778° и. д.), на границата със Саудитска Арабия.
- крайна западна точка – (29°21′25″ с. ш. 34°57′38″ и. д. / 29.356944° с. ш. 34.960556° и. д.), на брега на залива Акаба на Червено море, на границата със Саудитска Арабия.
- крайна източна точка – (32°18′51″ с. ш. 39°17′59″ и. д. / 32.314167° с. ш. 39.299722° и. д.), на границата с Ирак.

## Релеф, геоложки строеж, полезни изкопаеми
По-голямата част от територията на Йордания е заета от пустинно плато, повишаващо се от изток на запад от 500 до 1000-1500 m. Най-високата точка на страната Джабал ал Рам (1754 m) се издига в крайната ѝ южна част. В Западна Йордания е разположена дълбоката меридионална тектонска падина Гхор (Ел Гхор, Ел Гор) и нейното южно продължание Уади ал Араба. Падината Гхор е заета от долината на река Йордан и безотточното езеро Мъртво море, където се намира най-дълбоката сухоземна депресия на Земята (-392 m под морското равнище). От двете страни на падината са разположени Сирийско-Палестинските планини, изградени основно от кредни и палеогенски варовици и пясъчници, препокрити на места с базалтова лава. В страната се разработват находища на фосфорити, калиеви соли (Мъртво море), медни руди.

## Климат, води, растителност, животински свят
Климатът на Йордания е субтропичен, сух. Средната януарска температура е 8-14°С, средната юлска 24-30°С, а в падината Гхор и в Южна Йордания температура понякога достига до 50°С. В планините на запад годишната сума на валежите е 500-700 mm (с максимум през зимата), на изток и в падината Гхор – на места под 100 mm. Постоянните реки в страната са малко, най-често сухи долини вади (уади) или сезонни водотоци. По границата с Израел протича най-голямата река в страната река Йордан, вливаща се от север в безотточното Мъртво море. Растителността в планините на запад е средиземноморска, като са разпространени дървесно-храстови формации, а на изток и юг е полупустинна и пустинна. В редките оазиси вирее финикова палма. Характерни представители на животинския свят са газела, ивичеста хиена, пустинна лисица, множество видове птици и влечуги.